# Vladimir Efimkin

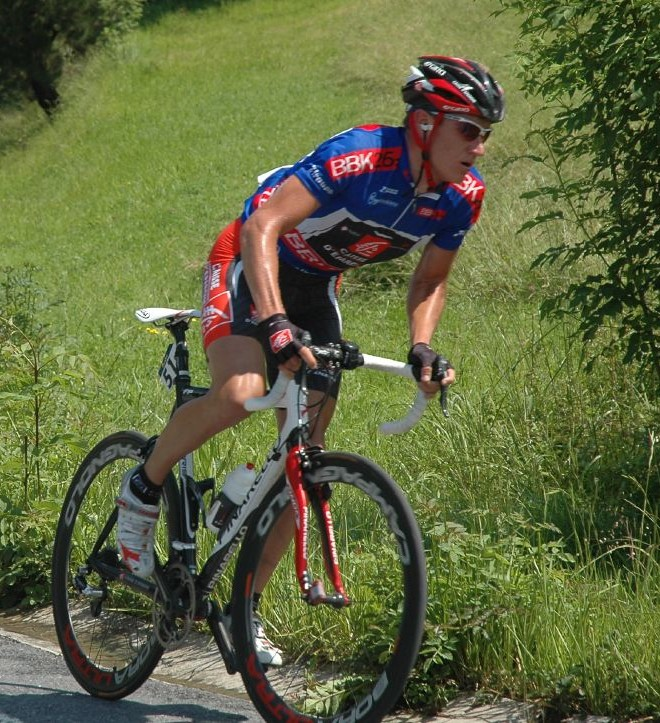
Vladímir Yefimkin

Vladimir Aleksandrovich Yefimkin (Владимир Александрович Ефимкин), normalmente transcrito como Efimkin é um ciclista russo nascido a 2 de dezembro de 1981 na localidade de Kuipshev (Rússia).
O seu irmão gémeo Alexander é também ciclista profissional.

## Biografia
Estreiou como profissional em 2005 com a equipa Barloworld.
Caracteriza-se por ser um bom escalador, sem perder muito tempo em cronos, coisa que permitir-lhe-á num futuro lutar por alguma grande volta.
A temporada de 2005 foi a da sua estreia como profissional; as suas boas actuações na Volta a Aragão, os Quatro Dias de Dunquerque e sobretudo, na Volta a Portugal; que se acabou adjudicando; supôs-lhe o salto à equipa Caisse d'Epargne.
Depois de um ano 2006 muito discreto; a temporada de 2007 foi a da sua explosão como corredor. Depois de uma grande actuação na Volta à Suíça, onde tão só a contrarrelógio final lhe afastou do triunfo (carreira que ganhou seu colega de equipa Vladimir Karpets); chegou a sua confirmação na Volta a Espanha, vencendo na mítica subida aos Lagos de Covadonga, e sendo líder uns dias. Permaneceu no pódio virtual da carreira até às últimas etapas, onde acabou sucumbindo ante a superiodade de Carlos Sastre e Samuel Sánchez, devido à sua juventude e à sua falta de experiência em provas de três semanas. Ainda assim, acabou num meritório sexto posto final.
No Tour do 2008 esteve presente às primeiras posições do pelotão durante toda a carreira, inclusive chegou a ser top tem muitas etapas, mas ao final a última crono lhe levou a fazer um mais que meritório 11º posto, por trás de outro colega seu da equipa como Tadej Valjavec. Dever-se-lhe-ia de atribuir como ganhador de uma das etapas que ganhou Ricardo Ricco, que foi expulso do Tour por dopagem. Depois da sanção a Bernhard Kohl de Gerolsteiner por CERA, Efimkin ascendeu ao 10º posto final.Competiu nos Jogos Olímpicos de Verão de 2008 em Pequim, na prova de estrada individual, embora ele não conseguiu completar a corrida.
Abandonou o Tour de France de 2009 por uma queda quando ia bem classificado.
Em 2010, deixou a Ag2r e esteve sem equipa até metade do ano de 2011 porque a sua mulher encontrava-se numa situação crítica e deu-lhe mais importância à família. Alinhou pela Team Type 1-Sanofi Aventis onde já se encontrava competindo o seu irmão Alexander.

## Palmarés
2005
- 1 etapa da Volta a Aragão
- 1 etapa dos Quatro Dias de Dunquerque
- Volta a Portugal, mais 1 etapa

2007
- 1 etapa da Euskal Bizikleta
- 1 etapa da Volta a Espanha

2008
- 1 etapa do Tour de France

## Resultados em Grandes Voltas
|                 | 2005 | 2006 | 2007 | 2008 | 2009 |
| --------------- | ---- | ---- | ---- | ---- | ---- |
| Tour de France  | -    | -    | -    | 10º  | Ab.  |
| Giro d'Italia   |      | 39º  | -    | -    | -    |
| Volta a Espanha | -    | -    | 6º   | -    | -    |

## Equipas
- Barloworld (2005)
- Illes Balears (2006-2007)
- Ag2r-La Mondiale (2008-2010)
- Team Type 1-Sanofi Aventis (2011)